# Portland Trail Blazers 1998-1999
La stagione 1998-99 dei Portland Trail Blazers fu la 29ª nella NBA per la franchigia.
I Portland Trail Blazers vinsero la Pacific Division della Western Conference con un record di 35-15. Nei play-off vinsero il primo turno con i Phoenix Suns (3-0), la semifinale di conference con gli Utah Jazz (4-2), perdendo poi la finale di conference con i San Antonio Spurs (4-0).

## Roster
| N° | Naz.                   | Ruolo | Sportivo         | Anno | Alt. | Peso |
| -- | ---------------------- | ----- | ---------------- | ---- | ---- | ---- |
| 2  | Stati Uniti (bandiera) | GA    | Stacey Augmon    | 1968 | 198  | 93   |
| 3  | Stati Uniti (bandiera) | G     | Damon Stoudamire | 1973 | 178  | 78   |
| 4  | Stati Uniti (bandiera) | AC    | Carlos Rogers    | 1971 | 211  | 100  |
| 5  | Stati Uniti (bandiera) | AC    | Jermaine O'Neal  | 1978 | 211  | 103  |
| 6  | Stati Uniti (bandiera) | GA    | Bonzi Wells      | 1976 | 196  | 95   |
| 7  | Stati Uniti (bandiera) | G     | Brian Shaw       | 1966 | 198  | 86   |
| 11 | Lituania (bandiera)    | C     | Arvydas Sabonis  | 1964 | 221  | 127  |
| 12 | Stati Uniti (bandiera) | G     | John Crotty      | 1969 | 185  | 84   |
| 19 | Stati Uniti (bandiera) | G     | Jim Jackson      | 1970 | 198  | 100  |
| 23 | Stati Uniti (bandiera) | G     | Gary Grant       | 1965 | 191  | 84   |
| 30 | Stati Uniti (bandiera) | AC    | Rasheed Wallace  | 1974 | 208  | 102  |
| 31 | Stati Uniti (bandiera) | C     | Kelvin Cato      | 1974 | 211  | 116  |
| 34 | Stati Uniti (bandiera) | G     | Isaiah Rider     | 1971 | 196  | 98   |
| 42 | Stati Uniti (bandiera) | GA    | Walt Williams    | 1970 | 203  | 99   |
| 44 | Stati Uniti (bandiera) | A     | Brian Grant      | 1972 | 206  | 115  |
| 50 | Stati Uniti (bandiera) | G     | Greg Anthony     | 1967 | 183  | 80   |

## Staff tecnico
- Allenatore: Mike Dunleavy
- Vice-allenatori: Bill Musselman, Tim Grgurich, Tony Brown, Jim Eyen, Elston Turner